# Сахалинская спизула
Сахалинская спизула (Spisula sachalinensis) — вид двустворчатых моллюсков.
Раковина у моллюска тригонально-округлённая.
Обитает в Японском, Охотском морях на средне- и мелкозернистых песках с глубинами от 0,3—0,5 до 10—12 м. Может зарываться в песок до глубины 20 см.
Наибольшие из моллюсков достигают в длину около 130 мм при массе 500 г.
Половая зрелость сахалинской спизулы наступает на 3-м году жизни при длине раковины 50—60 мм.